# Combinata nordica ai XIV Giochi olimpici invernali
Nella combinata nordica ai XIV Giochi olimpici invernali fu disputata una sola gara, l'11 e il 12 febbraio, che assegnò solo le medaglie olimpiche (a differenza del salto con gli sci, i cui titoli furono validi anche come Campionati mondiali di sci nordico).

## Risultati
Presero il via 28 atleti di 11 diverse nazionalità. La prima prova disputata, l'11 febbraio alle 12:40, fu quella di salto. Sul trampolino Igman K70 s'impose il norvegese Tom Sandberg davanti al sovietico Sergej Červjakov e al tedesco occidentale Thomas Müller; quinto e quindicesimo furono i finlandesi Jukka Ylipulli e Jouko Karjalainen. Il giorno dopo, dalle 10:30, si corse la 15 km di sci di fondo sul percorso di Veliko Polje che si snodava sul monte Igman con un dislivello massimo di 134 m; a vincere fu Karjalainen davanti a Sandberg e allo statunitense Kerry Lynch. Sandberg confermò così l'oro, Karjalainen risalì fino all'argento mentre Ylipulli, quinto nel fondo, guadagnò il bronzo.
| Posizione | Atleta               | Nazione          | Punti   |
| --------- | -------------------- | ---------------- | ------- |
| 1         | Tom Sandberg         | Norvegia         | 422,595 |
| 2         | Jouko Karjalainen    | Finlandia        | 416,900 |
| 3         | Jukka Ylipulli       | Finlandia        | 410,825 |
| 4         | Rauno Miettinen      | Finlandia        | 402,970 |
| 5         | Thomas Müller        | Germania Ovest   | 401,995 |
| 6         | Oleksandr Prosvirnin | Unione Sovietica | 400,185 |
| 7         | Uwe Dotzauer         | Germania Est     | 397,780 |
| 8         | Hermann Weinbuch     | Germania Ovest   | 397,380 |
| 9         | Klaus Sulzenbacher   | Austria          | 394,570 |
| 10        | Geir Andersen        | Norvegia         | 393,155 |

## Medagliere per nazioni
| Posizione | Nazione   | Oro | Argento | Bronzo | Totale |
| --------- | --------- | --- | ------- | ------ | ------ |
| 1         | Norvegia  | 1   | 0       | 0      | 1      |
| 2         | Finlandia | 0   | 1       | 1      | 2      |